# It’s Possible
Az It’s Possible című dal a svéd Roxette 2012. március 16-án megjelent kimásolt kislemeze, mely a Travelling című 9. stúdióalbum egyetlen kislemeze. A dal két változata szerepel az albumon. A "Version One" egyedülálló kislemezként jelent meg, melyet Gessle írt, a zenei videót pedig David Nord és Boris Nawratil rendezte. A dal nem volt túl sikeres, mint a duó előző vezető kislemezei, de azért felkerült több slágerlistára is. A német kislemezlistán a 64. helyig sikerült jutnia. Ez lett a duó utolsó kislemeze, mely a német slágerlistán szerepelt 2018-ig.

## Promóció
Március 16-án jelent meg egy kislemez, mely a dal demó változatát is tartalmazza. A zenei videót David Nord és Boris Nawratil rendezte, és április 3-án töltötték fel a Vimeo videómegosztó oldalra. Marie Fredriksson és Per Gessle kulisszák mögötti felvételeiből áll, amelyet Jonas Dahlbäck készített a repülőgépen utazó együttesről. Megjelent egy 12 dalt tartalmazó promóciós EP, mely a korábban kiadott kislemezeket, élő felvételeket, és remixeket tartalmazott. A CD-t kizárólag az Oriflame keretein belül tették  hozzáférhetővé Oroszországban, és Ukrajnában 2012. június elején.

## Sikerek
Az "It’s Possible" nem volt kereskedelmi szempontból olyan sikeres, mint a duó előző kislemezei. Az Egyesült Királyságban a március 17-én kezdődő héten a BBC Radio 2 adón futó "Record of the Week" című adásban szerepelt, majd a rádióállomás A listájára került március 22-én. A dal az UK Airplay lista 65. helyén debütált március 18-án majd a 33. helyig jutott. A dalt 29 alkalommal játszották le, melyet 21 millió ember hallhatott. Oroszországban is sikeres volt a dal, annak ellenére, hogy viszonylag alacsony helyezést ért el a maga 163. helyezésével. Az orosz rádióban 6000 alkalommal játszották le. A német kislemezlistán a 64. helyig jutott. A dal nem jelent meg egyéb nemzetközi eladási listákon.

## Megjelenések
Minden dalt Per Gessle írt, kivéve a "Listen to Your Heart"  című dalt, melyet Gessle és Mats "MP" Persson írtak.
- Digitális letöltés (79246–08)

1. "It's Possible" (Version One) (Radio Edit) – 2:36

- CD Single (50999 463857–2 7)

1. "It's Possible" (Version One) (Radio Edit) – 2:36
2. "It's Possible" (Tits & Ass Demo, 26 July 2011) – 2:33

- CD Single - promo

1. "It's Possible" (Version One) – 2:36
2. "It's Possible" (Version Two) – 2:44
3. "It's Possible" (Tits & Ass Demo, 26 July 2011) – 2:33

- Oriflame EP (50999 463313–2 8)

1. "It's Possible" (Version One) – 2:36
2. "It Must Have Been Love" (Live at the Saint Petersburg Ice Palace on 12 September 2010) – 6:01
3. "Wish I Could Fly" – 4:42
4. "How Do You Do!" (Live at Vistestranden in Stavanger on 21 August 2010) – 2:35
5. "Dangerous" (Live at Vistestranden in Stavanger on 21 August 2010) – 4:11
6. "Reveal" (The Attic Remix) – 3:29
7. "Speak to Me" (Bassflow Remix) – 3:35
8. "Dressed for Success" (Live at the Saint Petersburg Ice Palace on 12 September 2010) – 4:35
9. "Sleeping in My Car" (Live at Vistestranden in Stavanger on 21 August 2010) – 3:42
10. "Milk and Toast and Honey" – 4:05
11. "Real Sugar" – 3:17
12. "Listen to Your Heart" (Live at the Saint Petersburg Ice Palace on 12 September 2010) – 5:45

## Slágerlista
| Slágerlista (2012)                 | Legjobb helyezés |
| ---------------------------------- | ---------------- |
| Németország (Media Control Charts) | 64               |
| Russian Airplay (TopHit)           | 163              |
| UK Airplay (OCC)                   | 33               |